# Louise Diane d’Orléans

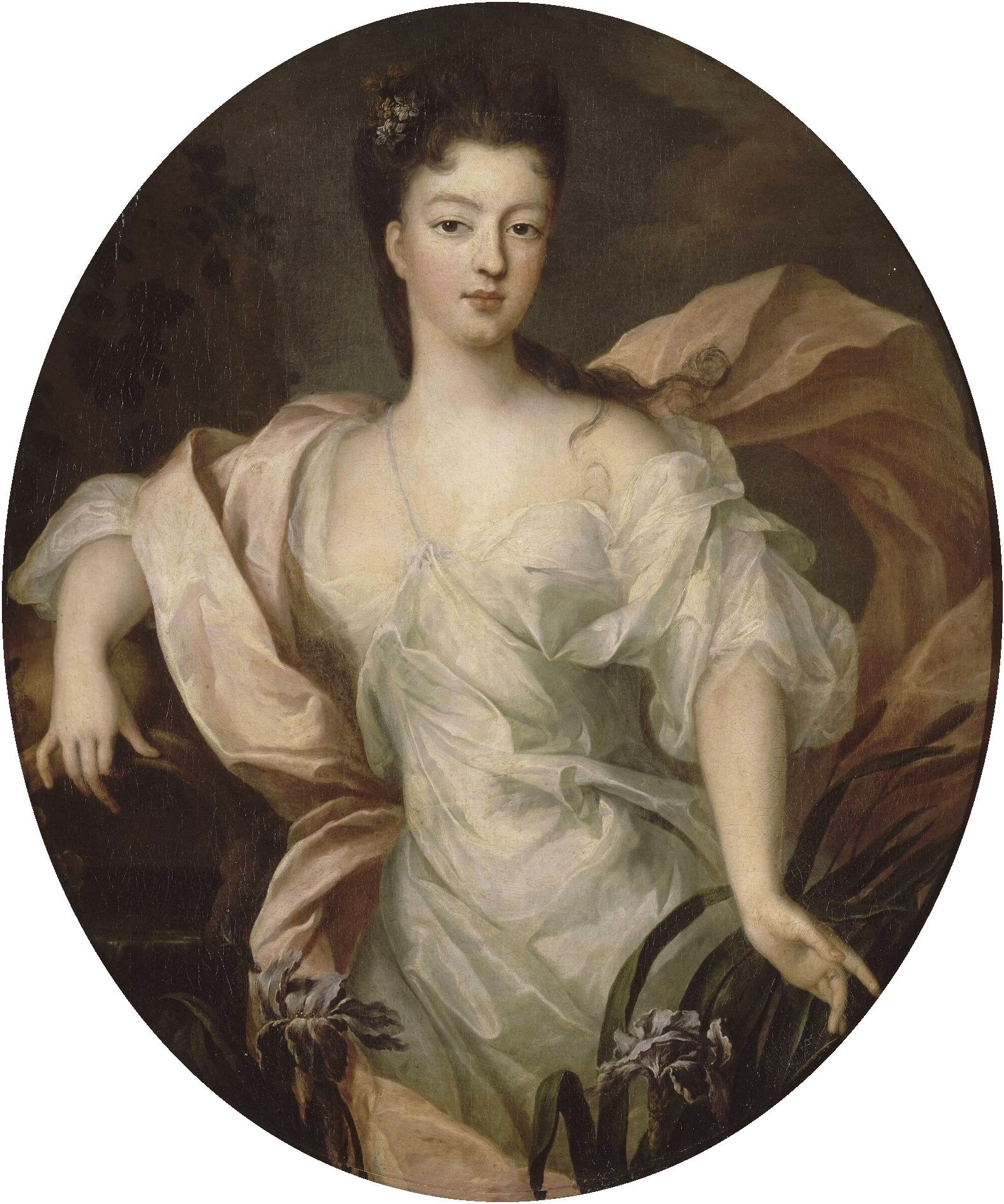
Louise Diane d’Orléans, Porträt von Pierre Gobert

Louise Diane d’Orléans (* 27. Juni 1716 im Palais Royal in Paris; † 26. September 1736 in Issy) war durch Heirat mit Louis François I. de Bourbon ab 1732 Fürstin von Conti.

## Leben

### Kindheit und Jugend
Louise Diane kam als siebte und damit jüngste Tochter des Regenten Philippe II. de Bourbon, duc d’Orléans und seiner Frau im Pariser Palais Royal zur Welt. Die Geburt einer weiteren Tochter wurde in der Familie des Regenten mit wenig Begeisterung aufgenommen, da diesem bisher nur ein Sohn geboren worden war und ein weiterer männlicher Nachkomme gewünscht wurde. Ihre Mutter Françoise Marie de Bourbon, eine legitimierte Tochter König Ludwigs XIV. von Frankreich und seiner Mätresse Madame de Montespan, verhielt sich ihr gegenüber – wie auch zu ihren älteren Geschwistern – stets sehr gleichgültig, während die Kinder von ihrem Vater immer verwöhnt und verhätschelt wurden.
Über ihre Kindheit und Jugend ist sonst kaum etwas bekannt. Im Februar 1719 erkrankte sie gemeinsam mit ihrer älteren Schwester Philippine Élisabeth an den Masern überstand diese Krankheit aber unbeschadet. In jenem Jahr erhielt sie auch den Beinamen Mademoiselle de Chartres, den zuvor ihre Schwester Louise Adélaïde getragen hatte, ehe diese ins Kloster ging und Äbtissin von Chelles wurde. In zeitgenössischen Schriften wurde sie bis zu ihrer Heirat mit dem Fürsten von Conti so genannt. Louise Dianes Großmutter Liselotte von der Pfalz, die verwitwete Herzogin von Orléans, beschrieb ihre Enkelin in einem ihrer zahlreichen Briefe als nicht hässlich, aber ein widerwärtiges Kind. Sobald man sie nur ansähe, finge sie an zu plärren. Trotzdem soll sie zu einer gutaussehenden und liebenswerten Person herangewachsen sein.
Anschließend gibt es keine weiteren Nachrichten über ihre Kindheit, bis im Dezember 1731 ihre geplante Heirat mit dem Sohn ihrer Cousine Louise Élisabeth de Bourbon-Condé bekanntgegeben wurde. Louis François I. de Bourbon war seit dem Tod seines Vaters im Jahr 1727 Fürst von Conti und 14 Monate jünger als seine Braut. Die Verbindung war von Louis François’ Mutter arrangiert worden, um die bestehende Rivalität zwischen dem Haus Orléans und dem Haus Condé, beides Familienzweige der Bourbonen, und die damit einhergehenden Streitigkeiten zu beenden.

### Fürstin von Conti

Heirat Louise Dianes mit dem Fürsten von Conti, Stich aus dem Almanach Royal des Jahres 1733

Louise Diane heiratete im Alter von 15 Jahren am 22. Januar 1732 in der Kapelle des Schlosses Versailles, nachdem am Vortag in den Appartements des Königs der Heiratsvertrag unterschrieben und die Verlobung gefeiert worden war. Ein Ereignis anlässlich der Hochzeitsmesse des jungen Paars zeigt exemplarisch die Doppelmoral des damaligen französischen Hofadels und führte zu einem Eklat: Es sollte eigentlich als Ehre angesehen werden, als unverheiratete Prinzessin von Geblüt bei der Hochzeit einer nahen Verwandten ihre Schleppe tragen zu dürfen. Auf der anderen Seite war dieser Dienst körperlich sehr anstrengend, denn die Schleppen der aufwändig gearbeiteten Umhänge waren sehr schwer. Louise Dianes Cousine Louise Anne de Bourbon-Condé war der Schleppendienst für die Messe aufgetragen worden, doch sie weigerte sich kurz zuvor, ihn tatsächlich zu übernehmen. Mit dem Hinweis darauf, dass dies eigentlich die Aufgabe von Louise Dianes Schwester Philippine Élisabeth als nächster unverheirateter Verwandten sei, und sie Grund zu der Annahme habe, dass diese sich nur vor der Schinderei drücken wolle, wäre sie nicht bereit, diesen Frondienst zu übernehmen. Da sich auch Louise Annes Schwester Marie Anne weigerte, die Schleppe ihrer Cousine zu tragen, wollte sich schon Louis François’ Mutter, die verwitwete Fürstin Conti, als Schleppenträgerin zur Verfügung stellen, um die somit in Verruf geratene Etikette ihrer Familie und den Ablauf des Hofzeremoniells zu retten. Letztendlich übernahm jedoch eine weitere Cousine Louise Dianes die ungeliebte Aufgabe.
Louise Dianes Ehemann war seinerzeit dafür bekannt gewesen, öfter einmal über die Stränge zu schlagen. Dies änderte sich nach seiner Heirat, was dem sanften Einfluss seiner Frau zugeschrieben wird. Ab und an fiel er aber in alte Gewohnheiten zurück. So zum Beispiel, als er eines Nachts stark angetrunken nach Hause kam und in einem Anfall von Eifersucht in Louise Dianes Schlafzimmer stürmte, um es – die Waffe in der Hand und seine Frau beschimpfend – nach etwaigen, versteckten Liebhabern zu durchsuchen. Louise Diane war zu jenem Zeitpunkt im siebten Monat schwanger und konnte ihren Mann beruhigen, sodass er sich schließlich schlafen legte. Nachdem er sie jedoch derart schlecht behandelt hatte, zeigte die junge Frau eine gehörige Portion Selbstbewusstsein und dass sie ihren eignen Kopf besaß. Sie bestieg noch in gleicher Nacht ihre Kutsche, um Zuflucht bei ihrer Großtante Anna Henriette von Pfalz-Simmern, der verwitweten Fürstin von Condé, zu suchen. Trotz Bitten und Forderungen ihres Ehemanns weigerte sie sich – unterstützt von ihrer Großtante –, zu ihrem Mann in den ehelichen Haushalt zurückzukehren. Sie soll sogar im Parlement eine offizielle Trennung „von Tisch und Bett“ („de corps et de biens“) beantragt haben. Wie der Streit zwischen den beiden ausging, ist jedoch nicht überliefert. Louise Diane brachte am 1. September 1734 im Pariser Hôtel de Conti den gemeinsamen Sohn und einzigen Erben Louis François II. zur Welt. Mit seinem Tod im Jahr 1814 erlosch das Haus Conti.
Louise Diane starb mit 20 Jahren bei der Geburt ihres zweiten (totgeborenen) Kindes auf Schloss Issy im Kindbett und wurde in der Kirche Saint-André-des-Arcs in L’Isle-Adam beigesetzt.